# Arthur Guttmann (Schauspieler)
Arthur Guttmann (* 1. Juli 1877 in Baden bei Wien; † 9. Juni 1956 in Wien) war ein österreichischer Bühnenschauspieler, Sänger und Oberspielleiter.

## Karriere

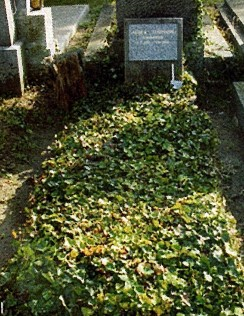
Grabstätte von Arthur Guttmann

Der Sohn des Bühnenschauspielers Alexander Guttmann erhielt seine künstlerische Unterweisung an der Schauspielschule Otto und begann seine Theaterlaufbahn 1896, demjenigen Jahr, in dem er vom Judentum zum Protestantismus konvertierte, im südböhmischen Budweis. Es folgten noch vor der Jahrhundertwende als weitere Theaterstationen Orte in der k.u.k.-Provinz wie Temesvar und Karlsbad, ehe Guttmann in den Kapitalen Berlin (Residenztheater) und Wien (Theater in der Josefstadt, Theater an der Wien, Raimundtheater) auftrat. In Österreichs Hauptstadt reüssierte Arthur Guttmann im Sprechtheater (etwa als Robert in Gustav Raeders Posse Robert und Bertram), vor allem aber als Gesangs, Charakter- und Lustspielkomiker, und feierte im ersten Jahrzehnt des 20. Jahrhunderts große Erfolge in den Uraufführungen der Operetten Frühlingsluft (1903) von Josef Strauss und Ein Walzertraum (1907) von Oscar Straus.
Noch vor Beginn des Ersten Weltkriegs begann Guttmann auch Regie zu führen: Er ist in dieser Zeit sowohl als Spielleiter am Wiener Colosseum als auch weiterhin als Schauspieler und Sänger (an Berlins Metropol-Theater) nachweisbar. Nach dem Krieg konzentrierte sich Arthur Guttmann mehr und mehr auf die Tätigkeit eines Operspielleiters. In dieser Funktion wirkte er in den 1920er Jahren an der Wiener Volksoper ebenso wie am Zürcher Corsotheater. Hier wie auch an anderen Spielstätten trat er aber auch weiterhin als Sänger bzw. Schauspieler auf den Bühnenbrettern auf. Im Lauf der frühen 1930er Jahre zog er sich mehr und mehr von festen Engagements zurück, belegt ist zuletzt in der Spielzeit 1931/32 eine Verpflichtung als Oberspielleiter und Sänger an der Operette von Troppau (Tschechoslowakei). Im Dritten Reich wurde der konvertierte Jude nicht mehr beschäftigt; ob bzw. wann Guttmann zwischen 1938 und 1945 emigriert ist, kann nicht belegt werden. Nach Ende des Zweiten Weltkriegs fand der betagte Künstler noch kurzzeitig Beschäftigung als Sänger an Wiens Raimund-Theater, dann zog er sich ins Privatleben zurück.

## Familiäres
Guttmann war seit 1905 mit der Schauspielerin Marie Guttmann verheiratet, die unter dem Namen Mizzi Zwerenz künstlerisch tätig war. Seine beiden Brüder waren die zwei Jahre nach ihm geborenen Zwillinge Emil Guttmann und Paul Guttmann, die wie er den Schauspielberuf gewählt hatten. Arthur Guttmann erhielt ein Ehrengrab auf dem Wiener Zentralfriedhof.